# Pijala
Pijala (ryska: Пияла) är en kyrkby i Onega rajon, Archangelsk oblast.

## Geografi
Pijala är beläget öst om floden Onega och har ett subarktiskt klimat med långa, kalla vintrar och korta, svala somrar. 

## Historia
Pijala omnämns år 1556. År 1651 anlades Kristi Himmelsfärdskyrkan, 1685 anlades Sankt Clemens-kyrkan och 1700 anlades ett fristående klocktorn. Med dessa blev Pijala kärnan för en församling i vilken det även ingick sju andra byar. Under 1600-talet besökte Nikon byn och bad i Kristi Himmelsfärdskyrkan. Pijala var centralort för en volost mellan år 1785 och år 1831 och även senare mellan år 1904 och 1924. År 1967 skedde en brand som förstörde Sankt Clemenskyrkan.